# Gacucu
Gacucu är ett vattendrag i Burundi.   Det ligger i provinsen Kirundo, i den norra delen av landet, 140 kilometer nordost om huvudstaden Bujumbura.
Omgivningarna runt Gacucu är en mosaik av jordbruksmark och naturlig växtlighet. Runt Gacucu är det tätbefolkat, med 308 invånare per kvadratkilometer.